# Orthopodomyia signifera
Orthopodomyia signifera är en tvåvingeart som först beskrevs av Daniel William Coquillett 1896.  Orthopodomyia signifera ingår i släktet Orthopodomyia och familjen stickmyggor. Inga underarter finns listade i Catalogue of Life.